# Kloostervenster

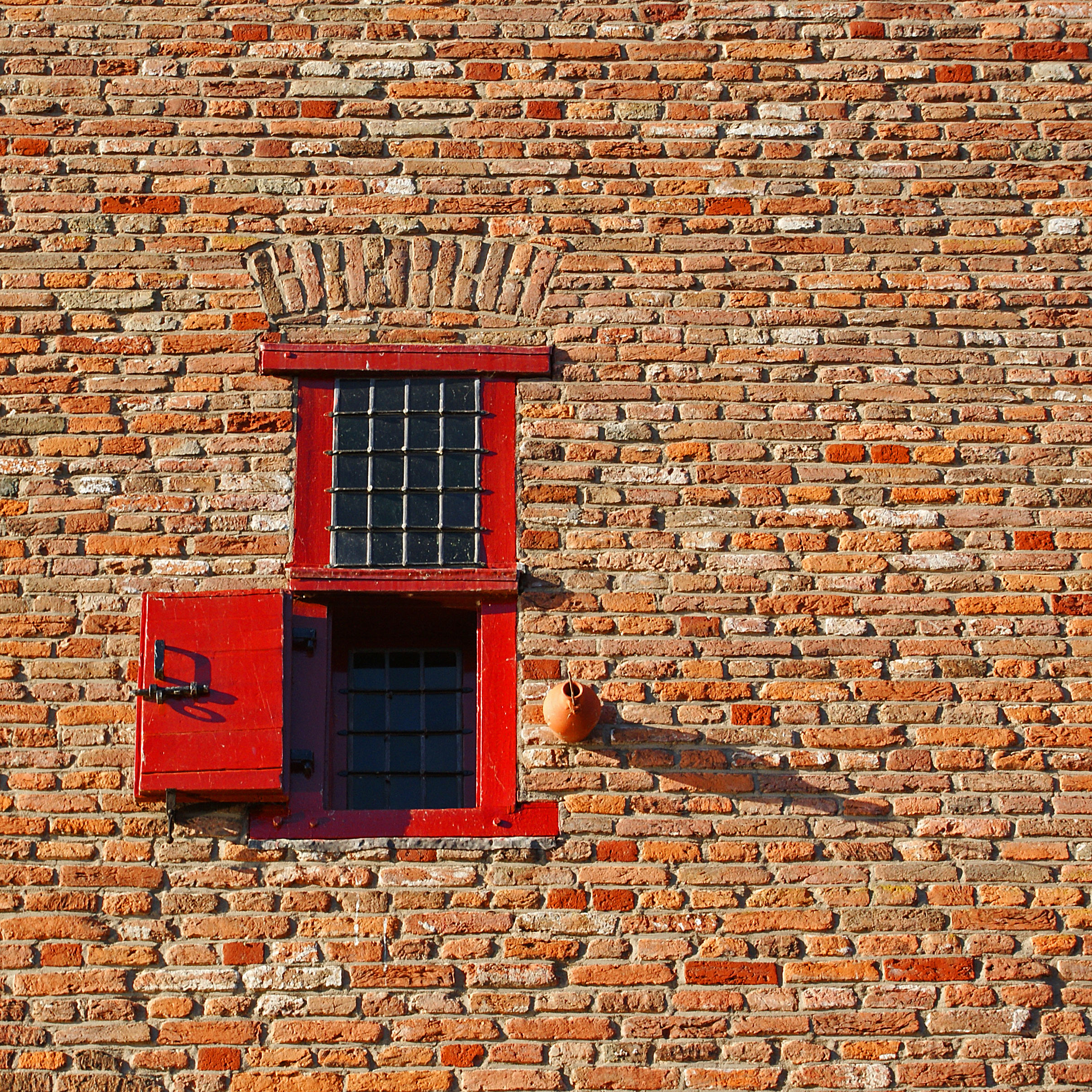
Een kloostervenster

Een kloostervenster of kloosterkozijn is een venstertype dat bestaat uit twee boven elkaar geplaatste ramen van ongeveer gelijke grootte, waarbij het onderste raam doorgaans afsluitbaar is met een luik. Het bovenste gedeelte van het venster laat continu licht door. Het onderste gedeelte zorgde dan voor frisse lucht.
Een kloosterkozijn is te betitelen als een half kruiskozijn of een dubbel kloosterkozijn als kruiskozijn.

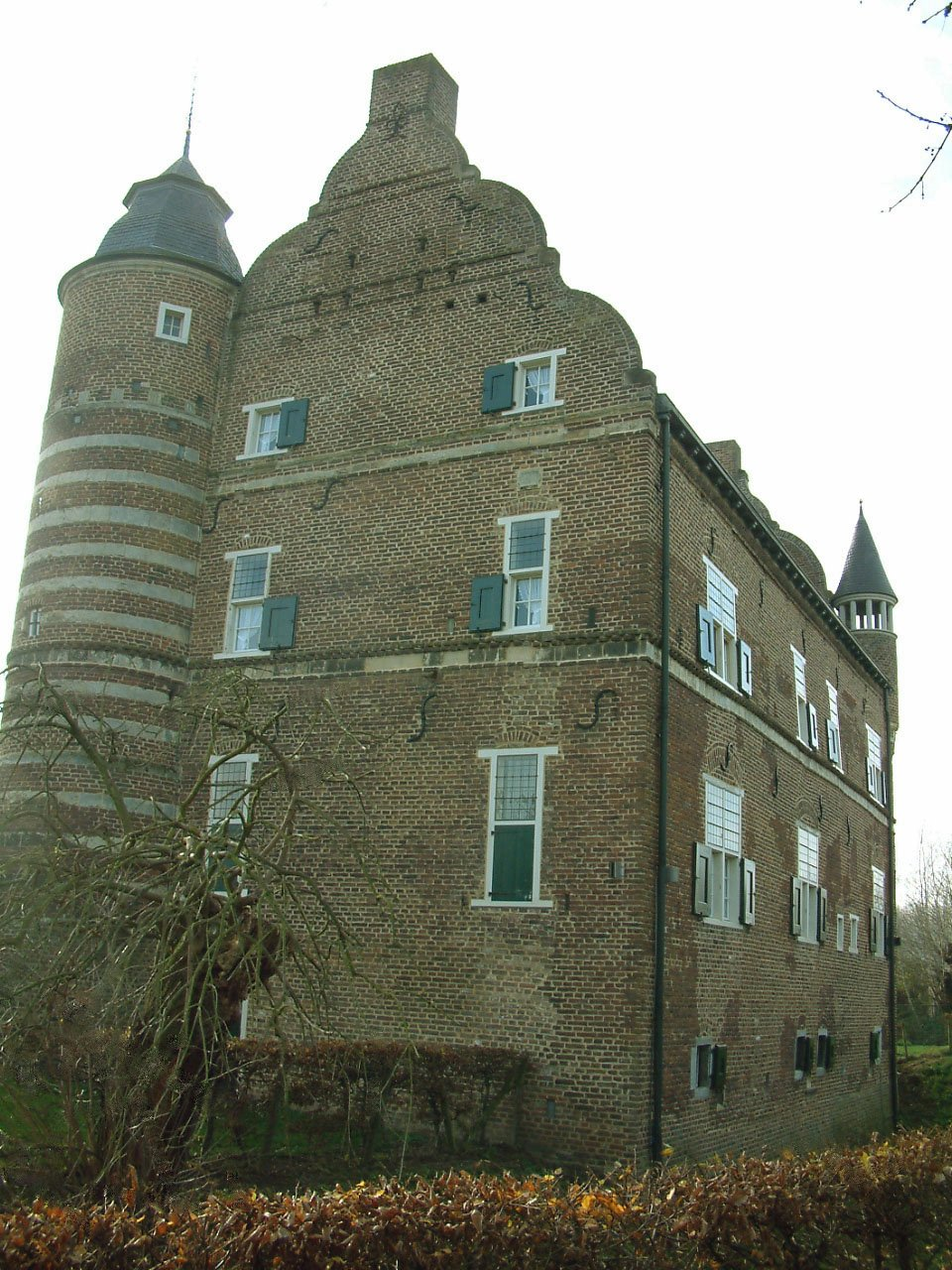
De gevel aan deze kant heeft verschillende kloosterkozijnen (Kasteel Grasbroek)